# Viscosia glabra
Viscosia glabra är en rundmaskart som först beskrevs av Bastian 1865.  Viscosia glabra ingår i släktet Viscosia och familjen Oncholaimidae. Arten är reproducerande i Sverige. Inga underarter finns listade i Catalogue of Life.